# Phaonia pseudomystica
Phaonia pseudomystica är en tvåvingeart som beskrevs av Zinovjev 1987. Phaonia pseudomystica ingår i släktet Phaonia och familjen husflugor. Inga underarter finns listade i Catalogue of Life.